# Aleja Słoneczna
Aleja Słoneczna (niem. Am kürzeren Ende der Sonnenallee) – trzecia powieść Thomasa Brussiga, opublikowana w 1999. Akcja powieści rozgrywa się w Berlinie wschodnim na przełomie lat 70. i 80. XX w. Głównym miejscem akcji jest Sonnenallee (Aleja Słoneczna) w dzielnicy Berlina wschodniego, Baumschulenweg, gdzie ludzie żyją w bliskim sąsiedztwie Muru Berlińskiego. Tereny kontrolne, czyli tzw. pasy śmierci (Todesstreifen) oraz rozkazy strzelania (Schießbefehl) rozdzieliły tę ulicę na dłuższą część zachodnią i krótszą wschodnią a co za tym idzie, NRD od Berlina Zachodniego. Obecnie Sonnenallee znowu łączy dwie dzielnice Berlina, Berlin-Neukölln i Baumschulenweg.

## Historia powstania
Powieść Brussiga Aleja Słoneczna została opublikowana w 1999. W tym samym roku Brussig wraz z Leanderem Haußmannem napisał scenariusz do filmu o podobnym tytule Słoneczna Aleja (Sonnenallee). Książka jednak nie stanowiła podłoża dla powstania filmu. Powieść została wydana w wydawnictwie „Verlag Volk und Welt” i została przetłumaczona na wiele języków, m.in. na słowacki, ukraiński, rumuński, polski, arabski, szwedzki i hiszpański.

## Treść i struktura powieści
Głównym bohaterem powieści jest piętnastoletni Michael Kuppisch, nazywany również Micha przez swoją mamę. Chłopiec mieszka ze swoimi rodzicami i rodzeństwem (Sabine i Bernd) w bardzo małym mieszkaniu, jak większość obywateli NRD. Micha często spotyka się z grupką swoich znajomych na podwórku. Pewnego razu posterunkowy przyłapuje ich na słuchaniu nielegalnej muzyki. Młodzież próbuje go jednak przekonać, że nie słuchali zabronionej muzyki, jednak policjant konfiskuje magnetofon Michy. Za posiadanie zabronionej płyty policjant zostaje zdegradowany do stopnia sierżanta, chociaż według siebie powinien dostać już dawno awans i pełnić funkcję porucznika. Od tego momentu policjant cały czas kontroluje i legitymuje Michaela.
W dalszym przebiegu akcji grupka znajomych, na czele z Michaelem i Mario, wykazuje dużą dawkę humoru, nawet w sytuacjach, gdy mają do czynienia z przedstawicielami systemu i jego absurdami.
Powieść składa się z kilku epizodów, przy czym historia miłosna, Michy i Miriam, jednej z najpiękniejszych dziewczyn w okolicy, wraz ze szczęśliwym happy endem wysuwa się na pierwszy plan tej powieści. Nieśmiałe i nieporadne próby zdobycia Miriam przez Michaela stanowią główny motyw książki. Epizody poboczne, które najczęściej traktują o przezwyciężaniu groteskowej rzeczywistości, są powiązane ze sobą nie tylko ze względu na główne miejsce akcji, lecz przede wszystkim z uwagi na historię miłosną Michy i Miriam.
Grupka przyjaciół zostaje określona mianem potencjału („Przyjaciele mówili: „Jesteśmy paczką”, Micha mówił: „Jesteśmy potencjałem.””). Przyjaciele Michy to Kudłaty, Mario, Okularnik i Gruby. Kudłaty zafascynowany muzyką, obsesyjnie poszukuje albumu Rolling-Stones Exile on Main St., co przybiera groteskowy zarys akcji. Na końcu powieści swoje życie przy próbie przekroczeniu muru zawdzięcza właśnie tej płycie. Mario, z kolei, daje się poznać jako rewolucjonista, jednak i to zostaje ukazane w satyryczny sposób. Jego tzw. zagrażające systemowi akcje nie prowadzą do żadnych zmian. Konflikt między wschodem a zachodem nie dominuje całkowicie przedstawionej rzeczywistości, np. Micha i Mario odgrywają głodujących obywateli NRD przed turystami z zachodu. Dzięki temu udowadniają, że w zabawny sposób można podchodzić do utartych stereotypów NRD. Zachodnioniemiecką ignorancję reprezentuje wujek Heinz, który także mieszka przy Alei Słonecznej, ale przy jej dłuższym końcu, a więc już w Berlinie Zachodnim. Wujek Heinz jest bratem mamy Michy. Przy każdej okazji odwiedzin rodziny przemyca różne towary i tym samym próbuje poprawić ich sytuację. Na końcu wujek umiera na raka płuc. Pani Kupisch dostaje pozwolenie na wyjazd na pogrzeb brata do Berlina zachodniego. Mimo wszystko wraca do domu zadowolona z puszką po kawie, w której przemyciła prochy Heinza.

## Styl i język
Język powieści jest parataktyczny, autor świadomie rezygnuje ze skomplikowanych i rozbudowanych zdań. Zręcznie używa różnych środków językowych, np. słownictwa typowego dla NRD, które tworzy specyficzny klimat tamtego okresu i w sprawia, że rzeczywistość NRD ożywia się na nowo. Autor używa języka młodzieżowego oraz potocznego, dlatego powieść jest autentyczna, a berliński akcent wzmacnia aspekt humorystyczny. W powieści jest ukazany również wpływ systemu na życie prywatne bohaterów na przykładzie Bernda, który po wstąpieniu do służby posługuje się zniekształconym językiem i słownictwem.

## Szczegóły
Z jednej strony Aleja Słoneczna jest powieścią o wieku dojrzewania grupy nastolatków w wieku ok. 15 lat. Z drugiej strony ta powieść przedstawia historią mentalności, ponieważ autor rekonstruuje przeszłość na podstawie subiektywnych wspomnień. Dzięki temu tworzy mikrokosmos Alei Słonecznej, w którym panuje silne poczucie wspólnoty, według biograficznej ciągłości. Z uwagi na te aspekty powieść Brussiga klasyfikowana jest do utworów, które wprowadzają dyskusję o nostalgii. Brussigowi zarzucono jednak, że przedstawił NRD jako spokojną i bajkową krainę.

### Typologia narracji
Narracja powieści jest auktorialna, narrator zna myśli i uczucia osób przedstawionych, ich przeszłość, ich obecne i przyszłe losy, częściowo ocenia ich absurdalne zachowanie. Ten typ narratora uosabia się w 1. osobie liczby mnogiej, wyrażając się jako „my”, zatem można nadać mu miano „wtajemniczonego”. Epizodyczna struktura powieści przypomina proces zapamiętywania: akcje skojarzeniowo następują po sobie.

### Postaci

#### Michael Kuppisch
Micha jest głównym bohaterem książki, którego celem jest zdobycie serca Miriam. W tych próbach nie jest jednak sam, ma dużo konkurentów, np. zachodnioberlińczyka i policjanta z NRD. Wydaje się, że nastolatek nie ma przy nich szans. Micha jest mądry i pomysłowy, ma dobrze przemyślane plany, by podbić serce Miriam. Jego matka próbuje wychować go w duchu panującego reżimu, by móc wysłać go do „Czerwonego Klasztoru” i tym samym zapewnić mu lepszą przyszłość.

#### Pani Kupisch
Mama Michy ma na imię Doris i jest kobietą zastraszoną przez system. Chce jednak umożliwić swojemu synowi lepsze życie. „Robiła wszystko, co było w jej mocy, żeby Micha dostał się do Czerwonego Klasztoru i pojechał na studia do Związku Radzieckiego.” Jej strach przed państwem wyraża się w jej zachowaniu. Regularnie upomina męża, gdy ten powie coś przeciwko ZSRR. Chce go również zachęcić do tego, by zamiast Berliner Zeitung czytał Neues Deutschland, ponieważ tym samym publicznie daje lepszy przykład rodziny. Po tym, jak Micha rezygnuje z nauki w Czerwonym Klasztorze, pani Kupisch jest zadowolona, że nie musi już dłużej udawać serdecznego nastawienia do ZSRR.

#### Pan Kuppisch
Jest ojcem Michy. Pracuje jako motorniczy, lecz syn o tym nie wie. Podejrzewa, że jego sąsiedzi działają w Stasi, ponieważ mają telefon. Od zawsze chce napisać petycję, jednak nigdy tego nie robi. Dopiero w przedostatnim rozdziale Jak nie poćwiartowano Niemiec sporządza podanie, ponieważ Micha został wyrzucony przez dyrektora z Czerwonego Klasztoru. Zazwyczaj czyta Berliner Zeitung, chociaż jego żona ciągle prosi go, by jednak kupował Neues Deutschland.

#### Miriam
Miriam mieszka ze swoją matką i bratem także przy krótszym końcu Alei Słonecznej. Jej matka rozstała się z jej ojcem i przeprowadziła się wraz z dziećmi na Aleję Słoneczną, by uniknąć prześladowań psychopatycznego byłego męża. Miriam jest piękną dziewczyną, w której kochają się wszyscy chłopcy. Jej liczne relacje z osobami z Zachodu są pewnego rodzaju buntem przeciwko NRD oraz próbą ucieczki przed wszechobecnym uciskiem jednostki przez państwo. Wraz z Michą, po pewnym seansie w kinie, są świadkami pewnej parady wojskowej, która robi na Miriam ogromne, lecz niestety negatywne wrażenie. Po tym wydarzeniu dziewczyna załamuje się i na kilka dni popada w apatię. „Miriam nie była stworzona do tak brutalnych konfrontacji.” Odzyskać formę pomaga jej Micha, który czyta jej swój pamiętnik, który w tajemnicy pisze w przeciągu jednej nocy. Miriam wraca do siebie i nabiera zaufania. Znowu odzyskuje chęć do życia.

#### Mario
Mario robi w szkole wiele głupstw, za co zostaje wyrzucony. Pewnego razu przekształca motto Lenina: „Partia i klasa robotnicza równym krok(cz)iem w przyszłość”, jednak odpowiedzialność za ten wybryk przyjmuje Micha, który za karę musi wygłosić referat. Mario chce mimo wszystko zdać maturę albo przynajmniej zdobyć wykształcenie, jako mechanik samochodowy. Jego dziewczyną jest Elisabeth, nazywana Egzystencjalistką. Dziewczyna ma rude włosy, jest artystką (malarką), wygląda jak paryżanka i jest kilka lat starsza od niego. Mario zostaje aresztowany, ponieważ zostaje przyuważony podczas próby ucieczki na Zachód, lecz później zostaje uwolniony. Na końcu powieści zostaje ojcem.

#### Kudłaty
„Kudłaty (Wuschel), nazywany tak, ponieważ wyglądał jak Jimi Hendrix.” Kudłaty ma jeden cel: zdobyć album Exile on Main Street grupy Rolling Stones. Kiedy wreszcie posiada tę płytę, zdarza się coś nieoczekiwanego. Exile on Main Street ratuje mu życie. Gdy Kudłaty próbuje pomóc Michaelowi w odnalezieniu jego listu przy Murze, strzela do niego strażnik na granicy, który jest przekonany, że chłopiec próbuje uciec na zachodnią część miasta. Kiedy Kudłaty dochodzi do siebie po tej sytuacji, wyciąga z kurtki potrzaskany album, który jednak uratował mu życie, i wybucha płaczem.

#### Okularnik
Okularnik (Brille) jest bardzo oczytany, dlatego potrafi posługiwać się długimi zdaniami. („Przeczytał już tak dużo, że nie tylko zepsuł sobie oczy, ale był też w stanie bez najmniejszego wysiłku formułować wręcz arogancko długie wypowiedzi.”). Jest dumny ze swojego pseudonimu, ponieważ po pierwsze faktycznie nosi okulary, a po drugie jest bardzo inteligentny. Razem z Mario szukają niepolitycznego kierunku studiów.

#### Gruby
O Grubym (Der Dicke) nie wiadomo zbyt wiele, oprócz tego, że jego ulubionymi partnerami do gry w szachy są Brazylijczyk i Kanadyjczyk.

## Polska recepcja
Aleja Słoneczna ukazała się w Polsce w 2002 roku nakładem Wydawnictwa Czarne, trzy lata po publikacji wersji oryginalnej. Tłumaczenia dokonała Alicja Rosenau, która zajmuje się przekładami literatury z języka niemieckiego i szwedzkiego na język polski. Przy okazji promocji książki wydawnictwo zorganizowało spotkanie autorskie z Brussigiem w Krakowie. Wiele organizacji zajęło się popularyzacją jego powieści. „Do promowania książki i filmu Brussiga włączyły się aktywnie m.in. Wydawnictwo Czarne, Dom Norymberski Kraków, Instytut Goethego Kraków, jak też Krakowskie Centrum Kinowe ARS.” W publikacji Nostalgia – eseje o tęsknocie za komunizmem (red. Filip Modrzejewski i Monika Sznajderman, Wołowiec 2002) ukazał się artykuł Brussiga pt. Odczuwamy nostalgię, bo jesteśmy ludźmi, w którym autor opisuje, co skłoniło go do napisania książki oraz jak próbuje zdefiniować pojęcie „ostalgii”. Jego artykuł zdominował polską recepcję powieści. Nieliczne recenzje powieści są pozytywne i odnoszą się w dużej mierze artykułu Brussiga. „Dzięki Słonecznej Alei (zarówno w wersji filmowej, jak też książkowej) udało się Thomasowi Brussigowi w Polsce sprowokować ciekawą dyskusję na temat wspominania komunistycznej przeszłości i jest to niewątpliwa zasługa tego młodego niemieckiego pisarza w odniesieniu do polsko-niemieckiego dialogu kulturowego.”

## Wydania
- Thomas Brussig: Am kürzeren Ende der Sonnenallee. Volk und Welt, Berlin 1999
- Thomas Brussig: Am kürzeren Ende der Sonnenallee. Fischer, Frankfurt am Main 2001
- Thomas Brussig: Aleja Słoneczna. Wydawnictwo Czarne, Wołowiec 2002